# Publi Eli Peregrí Rogat
Publi Eli Peregrí Rogat (llatí: Publius Aelius Peregrinus Rogatus) va ser un notable de rang eqüestre, actiu entre les acaballes del s. II i els inicis del III dC, a l'època dels Severs. Una sèrie d'inscripcions epigràfiques n'esmenten très càrrecs importants: prefecte de la província de Sardinia, procurador-governador de la província imperial romana Mauretania Caesariensis i, més tard, procurator a cognitionibus. Apareix com a mandatari, entre d'altres, a inscripcions edilícies de Cesarea, capital d'aquesta província africana (CIL, VIII, 10979), o bé a inscripcions honorífiques de la ciutat d'Auzia (CIL, VIII, 9030). Fou encarregat de la implantació de nous habitants a la província vinguts de l'Àfrica Proconsular (CIL, VIII, 9228; AE, 1992, 1925). A més, sota el seu comandament, van continuar les obres d'instal·lació de la nova praetentura, creada per un predecessor seu, al sud de la província Cesariense.